# Доспінешть (Димбовіца)
Доспінешть, Доспінешті (рум. Dospinești) — село у повіті Димбовіца в Румунії. Входить до складу комуни Вішинешть.
Село розташоване на відстані 85 км на північний захід від Бухареста, 21 км на північний схід від Тирговіште, 61 км на південь від Брашова.

## Населення
За даними перепису населення 2002 року у селі проживали 123 особи, усі — румуни. Усі жителі села рідною мовою назвали румунську.